# Granada Club de Fútbol (femenino)
El Granada Club de Fútbol Femenino es un club de fútbol femenino español. Fue fundado en 2003, y es la sección femenina de fútbol del Granada Club de Fútbol. 
En 2013 ascendió por primera vez a la Primera División Femenina de España.
Actualmente ha conseguido mantenerse para la temporada 2024/2025 en la Primera División Femenina de España, máxima categoría del fútbol femenino español.

## Historia

### 2003 - 2009
Fundado en 2003, el Granada estuvo en Segunda División las seis temporadas que disputó hasta 2009, consiguiendo el subcampeonato en tres ocasiones.

### 2010 - 2019
En la temporada 2012/2013 consiguió su mayor logro hasta ese momento: el ascenso a la máxima categoría (Primera División Femenina de España). Sólo consiguió estar una temporada en dicha categoría, el resto de temporadas estuvo en Segunda División, consiguiendo un campeonato (2012/2013) y cinco subcampeonatos.

### 2020 - actualidad
En la temporada 2020/2021 el equipo fue subcampeón de Segunda División. 
En la temporada 2021/2022 participó por primera vez en la Copa de la Reina, llegando a 1/16 de final contra el Real Betis, el cual se impuso por 0-1. 
En la temporada 2022/20023 el equipo estuvo en la nueva segunda división denominada Primera Federación. En la Copa de la Reina de fútbol, eliminó a Málaga CF, Levante Las Planas, Real Betis, Deportivo Alavés, y cayó en cuartos de final ante el Atlético de Madrid, estos cuatro últimos equipos de Primera División Femenina de España. En liga el equipo acabó en 5.ª posición, jugando así el play off de ascenso a Primera División. Su rival rival en semifinales fue el C. A. Osasuna, al que consiguió superar con un resultado global de 5-0 (2-0 / 0-3). En la final, disputada contra el Deportivo Abanca, el Granada consiguió el ascenso a la máxima categoría del fútbol femenino español tras vencer en Los Cármenes por (2-0) y perder en La Coruña por (1-0). 
En la temporada 2023/2024 consiguió mantenerse por primera vez en la máxima categoría. Obtuvo la permanencia en la última jornada, donde venció a domicilio a la S.D. Eibar 0-2, y gracias a la derrota del Villareal CF 1-0 con el Atlético de Madrid.
En la temporada 2024/2025 milita en la Primera División del fútbol femenino español. En la jornada 19, a falta de 11 jornadas por disputarse, superó su máxima puntuación histórica en Primera División con 30 puntos (la anterior eran los 27 puntos conseguidos en la temporada 2023-24). El equipo alcanzó por primera vez en su historia las semifinales de la Copa de la Reina, ronda en la que fue superado por el Atlético de Madrid con un resultado global de 2-5.

## Trayectoria
| Temporada | Div.           | Pos. | Copa de la Reina\|Fase ascenso.         |
| --------- | -------------- | ---- | --------------------------------------- |
| 2004–05   | 2.ª (Gr. 5)    | 2.º  |                                         |
| 2005-06   | 2.ª (Gr. 5)    | 2.º  |                                         |
| 2006–07   | 2.ª (Gr. 5)    | 6.º  |                                         |
| 2007–08   | 2.ª (Gr. 5)    | 2.º  |                                         |
| 2008–09   | 2.ª (Gr. 5)    | 4.º  |                                         |
| 2009–10   | 2.ª (Gr. 5)    | 8.º  |                                         |
| 2010-11   | 2.ª (Gr. 5)    | 4.º  |                                         |
| 2011–12   | 2.ª (Gr. 4)    | 3.º  |                                         |
| 2012–13   | 2.ª (Gr. 4)    | 1.º  |                                         |
| 2013–14   | 1.ª            | 15.º |                                         |
| 2014–15   | 2.ª (Gr. 4)    | 3.º  |                                         |
| 2015–16   | 2.ª (Gr. 4)    | 2.º  |                                         |
| 2016–17   | 2.ª (Gr. 4)    | 2.º  |                                         |
| 2017–18   | 2.ª (Gr. 4)    | 2.º  |                                         |
| 2018–19   | 2.ª (Gr. 4)    | 2.º  |                                         |
| 2019–20   | 2.ª (Gr. 4)    | 2.º  |                                         |
| 2020–21   | 2.ª (2-A)      | 2.º  | 3.º en Fase de Ascenso                  |
| 2021–22   | 2.ª Reto (Sur) | 3.º  | 1/16 de Final Copa                      |
| 2022-23   | 1.ªFederación  | 5.º  | 1/4 de Final Copa /1.º Play Off Ascenso |
| 2023-24   | 1.ª            | 14.º | 1/16 de Final Copa                      |
| 2024-25   | 1.ª            | 5.º  | Semifinal Copa                          |
| 2025-26   | 1.ª            |      |                                         |

## Palmarés
1 vez Campeón Play Off ascenso a Primera División Femenina de España. Temporada 2022/2023.
1 vez Campeón Segunda División. Temporada 2012/2013.
9 veces Subcampeón Segunda División. Temporadas: 2004/2005; 2005/2006; 2007/2008; 2015/2016; 2016/2017;2017/2018; 2018/2019; 2019/2020; 2020/2021.